# Уэст-Фолс-Чёрч
Уэст-Фолс-Чёрч (англ. West Falls Church) — наземная открытая станция Вашингтонгского метро на Оранжевой линии. В период 1986-1999 года станция носила нынешнее название, 1999-2011 года — Уэст-Фолс-Чёрч/ВТ—ЮВА. Старое название станции происходит от города Уэст-Фолс-Чёрч и учебных заведений Виргинский Тех и Виргинский университет (названия которых у станции применяется в виде аббревиатур ВТ—ЮВА — англ. VT-UVA). Она представлена двумя островными платформами. Станция обслуживается Washington Metropolitan Area Transit Authority. Расположена в независимом городе Фолс-Чёрч с выходом на межштатную автомагистраль №66 у Виргинской магистрали №7 (Лизбург-Пайк) (хотя её адрес — 7040 Хайкок-роад), который как и Северный Виргинский центр станция обслуживает.
Станция была открыта 7 июня 1986 года.
Открытие станции было совмещено с завершением строительства ж/д линии длиной 14,6 км и открытием ещё 3 станций: Ист-Фолс-Чёрч, Дунн-Лоринг, Вена.